# شارل مانجان
تشارلز إيمانويل ماري مانجين (بالفرنسية: Charles Mangin)‏ (6 يوليو 1866-12 مايو 1925) كان جنرالًا فرنسيًا خلال الحرب العالمية الأولى.

## الحياة العملية المبكرة
ولد تشارلز مانجين في 6 يوليو 1866 في ساريبورغ. التحق بفوج المشاة 77 في عام 1885 بعد فشله في البداية في الدخول إلى مدرسة سان سير العسكرية. عاد مجددًا وقُبل في مدرسة سان سير العسكرية عام 1886 حيث حصل على رتبة ملازم أول في عام 1888. انضم إلى فوج مشاة البحرية الأول في شيربورج. أُرسل إلى السودان حيث خدم في عهد جان بابتيست مارشان بالإضافة لاكتسابه خبرة إضافية في مالي في «شمال أفريقيا الفرنسية». تعلم تشارلز خلال تلك الفترة اللغة البمبرية ولغة التواصل المشترك المالية. أصيب ثلاث مرات وعاد إلى فرنسا في عام 1892. حصل على وسام جوقة الشرف في عام 1893.
انضم تشارلز إلى مارشان في رحلته إلى فشودة عام 1898 التي قاد فيها جنودًا سنغاليين. حصل على رتبة ضابط الفيلق في عام 1900. وحصل على قيادة الفيلق في تونكين من عام 1901 حتى عام 1904. رُقي بعد ذلك إلى رتبة مُقدّم عام 1905 وخدم خلال فترة الاحتلال الفرنسي للسنغال من 1906 إلى 1908 تحت قيادة الجنرال أوديود. نشر «القوة السوداء» في عام 1910 ودعا إلى استخدام القوات الاستعمارية الفرنسية في حالة الحرب الأوروبية.

## الحرب العالمية الأولى
رُقي تشارلز خلال الحرب العالمية الأولى من قيادة الفرقة إلى قيادة الجيش العاشر في معركة المرن الثانية والتي تتضمن كلًا من القوات الفرنسية والأمريكية. لُقب بـ «السفاح» بسبب اعترافه بالحرب الشاملة وإيمانه بملاءمة تيرايلور شمال أفريقيا للهجوم، لم يوجد أدنى شك بين قيادات الجيش الفرنسي بأن تشارلز كان «بلا خوف». حقق تشارلز انتصارات ملحوظة خلال تلك الحرب في معركة شارلروا عام 1914 ثم في معركة فردان عام 1916 قبل أن يتراجع صيته بعد هجوم نيفيل الكارثي (16 أبريل-9 مايو 1917). يعود هذا جزئيًا إلى حقيقة أن تشارلز مانجين كان واحدًا من بين عدد قليل من كبار المسؤولين الفرنسيين الذين دعموا الاستراتيجية المتبعة في هجوم نيفيل.
تحمل جيش تشارلز السادس عبء الهجوم بشكل رئيسي خلال معركة أيسن الثانية التي كانت العنصر الرئيسي لهجوم روبرت نيفيل المكلف. بعد التخلي عن هذه العملية الفاشلة، أُقيل تشارلز ونيفيل. بعد ترقية فرديناند فوش إلى رتبة القائد الأعلى للقوات المتحالفة (فوق فيليب بيتان)، استُدعي تشارلز بناءً على أوامر من رئيس الوزراء كليمنصو وعُين في البداية في فيلق الجيش الحادي عشر ثم انتقل إلى الجيش العاشر الفرنسي على الجبهة الغربية.
كان جيش تشارلز العاشر مسؤولًا عن الهجوم المضاد الحاسم للحلفاء في معركة مارن الثانية. عزز هذا الهجوم سمعته العسكرية بشكل كبير. عُرف أيضًا بكلمته المشهورة: «مهما فعلت، سوف تفقد الكثير من الرجال». خدم في الأشهر الأخيرة من الحرب بصفته جزءًا من مجموعة جيش الجنرال كاستلنو الشرقية المتقدمة نحو ميتز.
نتج التجنيد الجماعي للقوات الأفريقية في الجيش الفرنسي بشكل رئيسي عن دعوة تشارلز المستمرة لهذه الفكرة، والتي كان لها العديد من المعارضين. طُرح مفهومه لـ «فرنسا الكبرى»، القائم على الاستقلال السياسي والالتزام العسكري لجميع أجزاء الإمبراطورية الفرنسية في الفصول الختامية من كتابه  «كيف تنتهي الحرب».

## بعد الحرب
بعد انتصار الحلفاء، أُرسل جيش تشارلز العاشر من أجل احتلال راينلاند. وأصبح محور الجدل هناك بسبب محاولاته من أجل جعل جمهورية راينش مؤيدة لفرنسا بهدف فصلها عن ألمانيا وبالتالي حرمان ألمانيا من الضفة الغربية لنهر الراين.
أصبح تشارلز عضوًا في المجلس الأعلى للحرب والمفتش العام للقوات الاستعمارية الفرنسية. أصيب بمرض خطير في منزله في باريس في 9 مارس 1925. أصبح غير متماسك وعانى جدًا من الألم وشُلّ جزئيًا. شُخصت حالته بأنه يعاني من التهاب الزائدة الدودية وأنه أصيب بسكتة دماغية، على الرغم من تردد فكرة احتمالية تعرضه للتسمم. توفي بعد يومين، في 12 مارس. دُفن رفاته في ليزانفاليد عام 1932، وشُيد ماكسيم ريال ديل سارت تمثالًا برونزيًا على شرفه عام 1928 في معرض دينيس كوشين في باريس.
دُمر نصب تشارلز ماجين في 16 يونيو عام 1940 (بعد دخول القوات الألمانية باريس بيومين فقط). زار أدولف هتلر خلال جولته في باريس قبر نابليون، وكان التمثال -كونه تذكيرًا بمكائد تشارلز في راينلاند- واحدًا من اثنين طُلب تدميرهما. كان الآخر لإديث كافيل. حرس تشارلز مانجين راينلاند في عام 1920 بمساعدة القوات السنغالية، ومن المفترض أن «كل ألماني» علم أنه أمر رؤساء البلديات الألمان بتوفير بيوت الدعارة لجنوده، وعندما احتج العمدة على «توفير النساء الألمانيات للسنغاليين» زُعم أن تشارلز أجابه: «المرأة الألمانية لا شيء بالنسبة لرجالي السنغاليين». حطمت فرقة الهدم الألمانية تمثاله وأذيب معظم البرونز لاحقًا. شُيد تمثال جديد في شارع دي بريتيويل لاحقًا في عام 1957.

## الحياة العائلية
عندما عاد تشارلز من مهمة المارشينت، التقى بمادلين جاجرشميدت -ابنة أحد المصرفيين- وأعلنا خطوبتهما بعد 10 أيام فقط وتزوجا في مايو 1900. توفيت زوجته بعد مرور عام واحد فقط أثناء ولادتها لطفل ميت. تأثر تشارلز بشدة، ولم يستجب خلال السنوات الثلاث المقبلة لأي شيء سوى خطابات والدة مادلين.
قدم تشارلز في يناير 1905 طلبًا من أجل مناقشة وضع تونكين مع الناشط القومي والوزير السابق جودفروي كافيناك. رُتب لهذا الاجتماع من خلال ماري جورج هامبرت -أستاذة الرياضيات في كلية الفنون التطبيقية- وتزوج من أخت زوجته المتوفاة ماري جاجرشميدت. أعطت دروسًا خاصة لابنة أنطوانيت كافيناك. بعد المقابلة، دعا كافيناك تشارلز بانتظام من أجل تناول الطعام في منزله حيث كانت تعيش ابنته أنطوانيت البالغة من العمر 25 عامًا. أُعجب تشارلز بذكاء أنطوانيت، وأثار إعجابها بدوره عن طريق رواياته عن مآثره في المستعمرات. تزوجا في 31 يوليو 1905.
أنجبا ثمانية أطفال منهم ستانيسلاس مانجين، أحد مقاتلي المقاومة خلال الحرب العالمية الثانية.

## روابط خارجية
- تشارلز مانجين على موقع الموسوعة البريطانية (الإنجليزية)